# Duc de Rohan
 (août 2025).
Si vous disposez d'ouvrages ou d'articles de référence ou si vous connaissez des sites web de qualité traitant du thème abordé ici, merci de compléter l'article en donnant les références utiles à sa vérifiabilité et en les liant à la section « Notes et références ».
Cet article liste les  ducs de Rohan, qui descendent cognatiquement des ducs de Rohan-Gié, et font suite aux vicomtes de Rohan.

## Les ducs de Rohan de la maison de Rohan-Gié, ligne cadette des Rohan-Guémené

Armes des Rohan.

- Henri II de Rohan-Gié (25/08/1579 à Blain – 28/02/1638 à Genève), 20e vicomte de Rohan puis 1er duc de Rohan, pair de France, prince de Léon, marquis de Blain, généralissime des armées protestantes, ambassadeur de France, Colonel Général des Suisses et des Grisons. Blessé à la bataille de Rheinfelden (28 février - 2 mars 1638), il est mort le 16 avril 1638 des suites de ses blessures et est inhumé en la cathédrale de Genève.
- Marguerite de Rohan-Gié (1617-09/04/1684 à Paris), fille du précédent, duchesse de Rohan, princesse de Léon, comtesse de Porhoët, marquise de Blain et de La Garnache, dame des Lorges. Elle choisit de se marier le 6 juin 1645 à Sully-sur-Loire avec Henri Chabot, qui suit, devenant ainsi en décembre 1648 la 1re Duchesse (primogéniture) de la maison de Rohan-Chabot, confirmé 27 avril 1704.

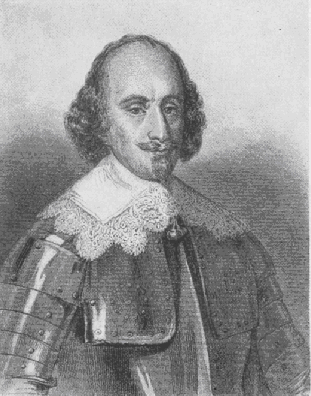
Henri II de Rohan (1579-1638)
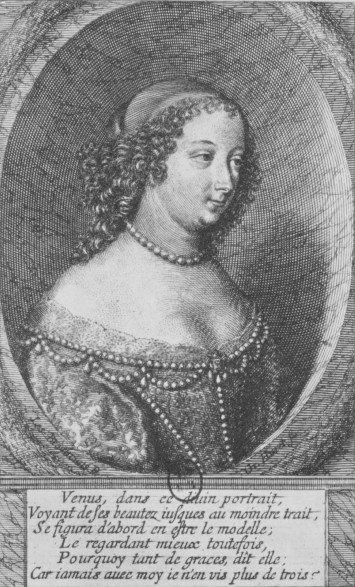
Marguerite de Rohan (1617-1684)

## Les ducs cognatiques de Rohan de la maison de Chabot, barons et comtes de Jarnac

Armes des Chabot.

- Henri Chabot de Saint-Gelais (vers 1615-27/02/1655 à Chanteloup), époux de la précédente (et fils de Charles Chabot (+ 26/08/1626), seigneur de Saint-Aulaye, de Saint-Gelais et de Mussidan, et de Henriette de Lur, et arrière-petit-fils de Guy Ier de Chabot de Saint Gelais, en 1550 baron de Jarnac), seigneur  d'Apremont et de Saint-Aulaye, 2e duc de Rohan (du chef de sa femme Marguerite de Rohan-Gié), prince de Léon, comte de Porhoët et de Lorges, marquis de Blain et de La Garnache, baron de Mouchamps, seigneur de Héric et de Fresnay (terre en Plessé), gouverneur et lieutenant-général d'Anjou.

## Les ducs de Rohan de la maison de Chabot, barons et comtes de Jarnac

Armes des Rohan-Chabot.

- Louis Ier de Rohan-Chabot (03/11/1652 à Paris – 17/08/1727 à Paris), fils des deux précédents, 3e duc de Rohan, prince de Léon, pair de France, marquis de Blain, de Montlieu et de Saint-Aulaye, comte de Porhoët et de Moret, baron de La Garnache et de Beauvoir-sur-Mer.
- Louis II Bretagne Alain de Rohan-Chabot (26/09/1679 à Paris – 10/08/1738 à Paris), fils du précédent, 4e duc de Rohan, prince de Léon, comte de Porhoët et de Moret, pair de France, marquis de Blain, de Montlieu, de Saint-Aulaye et de Vardes.
- Louis-Marie-Bretagne Dominique de Rohan-Chabot (17/01/1710 à Paris – 28/11/1791 à Nice), fils du précédent, 5e duc de Rohan, prince de Léon, comte de Porhoët et de Moret, pair de France, marquis de Blain, de Montlieu et de Saint-Aulaye, duc de Roquelaure et du Lude. Colonel en 1734, avec un régiment à son nom en 1738, général de brigade en 1743, maréchal de camp en 1762, lieutenant général des armées du roi en 1781.
- Louis-Antoine Auguste de Rohan-Chabot (20/04/1733-29/10/1807 à Paris), cousin germain du précédent (et fils de Guy-Auguste de Rohan-Chabot (1683-1760), vicomte de Bignan, baron de Kerguéhennec, dit le « chevalier de Rohan », puis « le comte de Chabot »), 6e duc de Rohan, duc de Chabot (à brevet) en 1775, prince de Léon, pair de France, comte de Maillé-Seizplouë La Marche, vicomte de Bignan, baron de Kerguéhennec et Coëtmeur-Daoudour, seigneur de Blain, brigadier de cavalerie en 1763, maréchal de camp en 1772, lieutenant général en 1781, chevalier de l'Ordre du Saint-Esprit en 1783.
- Alexandre-Louis Auguste de Rohan-Chabot (03/12/1761 à Paris – 08/02/1816 à Paris), fils du précédent, 7e duc de Rohan, prince de Léon, comte de Chabot, comte de Porhoët, pair de France 1814, maréchal de camp, colonel du régiment royal du comté d'Artois, Lieutenant-général des armées du roi, Premier gentilhomme de la Chambre.
- Louis-François Auguste de Rohan-Chabot (29/02/1788 à Paris – 08/02/1833 à Chenecey), fils du précédent, 8e duc de Rohan, prince de Léon, comte de Porhoët, pair de France 4/6/1814, pair héréditaire par ordonnance 31/8/1817, comte de Chabot et de l'Empire. Marié en 1808 à Armandine de Sérent, il est veuf en 1815. Il hérite le titre de duc de Rohan à la mort de son père Alexandre en 1816, mais, très pieux, il écarte la perspective d'un remariage et décide d'entrer au séminaire en 1819. Il devient prêtre le 1er juin 1822 puis, par faveur du roi Charles X, il est nommé archevêque de Besançon de 1828 à sa mort, en 1833. Il est nommé cardinal en 1830. Il meurt du choléra lors de la grande épidémie de 1833. Il servit de modèle à Stendhal pour l'élégant évêque d'Agde dans Le Rouge et le Noir.
- Anne-Louis Fernand de Rohan-Chabot (14/10/1789 à Paris – 10/09/1869 à Reuil-en-Brie), frère du précédent, 9e duc de Rohan, pair de France, maréchal de camp, aide de camp du duc de Berry, écuyer du duc de Bordeaux, commandeur de la Légion d'honneur, chevalier de Saint-Louis et du Mérite militaire de Bavière.
- Charles Louis Josselin de Rohan-Chabot (12/12/1819 à Paris – 06/08/1893 à Josselin), fils du précédent, 10e duc de Rohan, prince de Léon, comte de Porhoët, pair de France.
- Alain Charles Louis de Rohan-Chabot (01/12/1844 à Paris – 06/01/1914 à Paris), fils du précédent, 11e duc de Rohan, prince de Léon, comte de Porhoët, député du Morbihan de 1876 à 1914. Pair de France.
- Josselin Charles Marie Joseph Gabriel Henri de Rohan-Chabot (01/04/1879 à Paris – 13/07/1916 à Bray-sur-Somme), fils du précédent, 12e duc de Rohan, prince de Léon, comte de Porhoët, député du Morbihan de 1914 à 1916. Mort pour la France le 13 juillet 1916 à Bray-sur-Somme.
- Alain Louis Auguste Marie de Rohan-Chabot (10/05/1913 à Paris – 27/05/1966 à Neuilly-sur-Seine), fils du précédent, 13e duc de Rohan, prince de Léon, comte de Porhoët. Prisonnier de guerre en 1940 à Sagan en Silésie. Se vit proposer un poste au Bretonische Regierung, mais refuse. Il sera libéré plusieurs mois plus tard conformément aux accords de la Commission de Wiesbaden. Revenu à Josselin, il entrera par la suite dans un réseau de résistance.
- Josselin Charles Louis Jean Marie de Rohan-Chabot (05/06/1938 à Suresnes), fils du précédent, 14e et actuel duc de Rohan, prince de Léon, comte de Porhoët, sénateur du Morbihan, ancien président du Conseil régional de Bretagne.

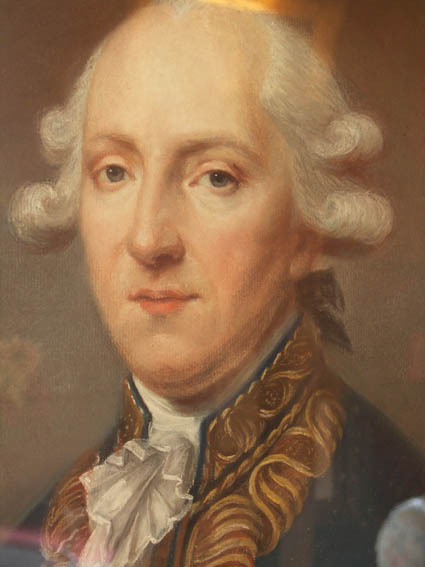
Louis-Antoine Auguste de Rohan-Chabot (1733-1807)
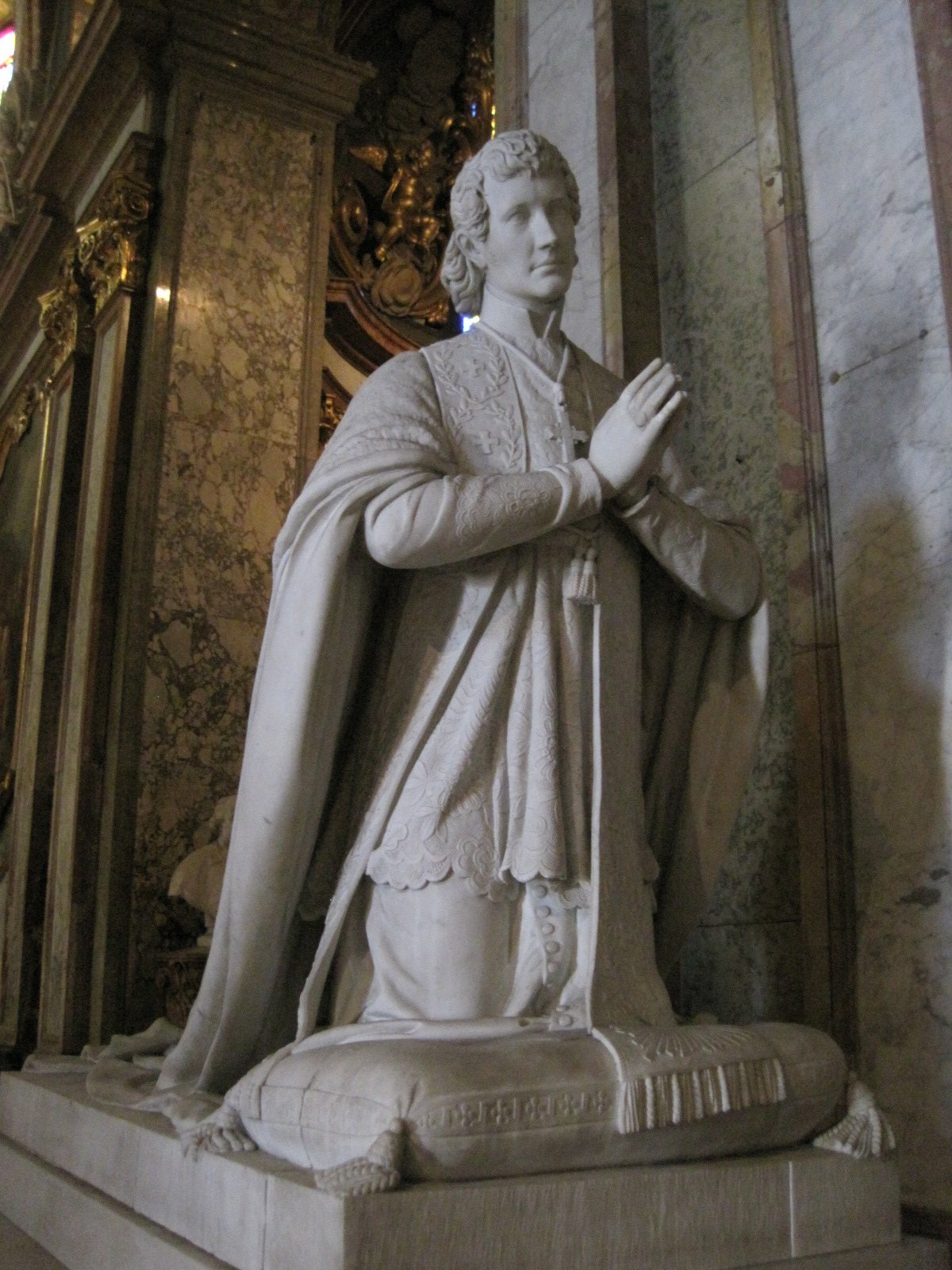
Louis-François Auguste de Rohan-Chabot (1788-1833)
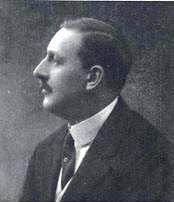
Josselin Charles Marie Joseph Gabriel Henri de Rohan-Chabot (1879-1916)
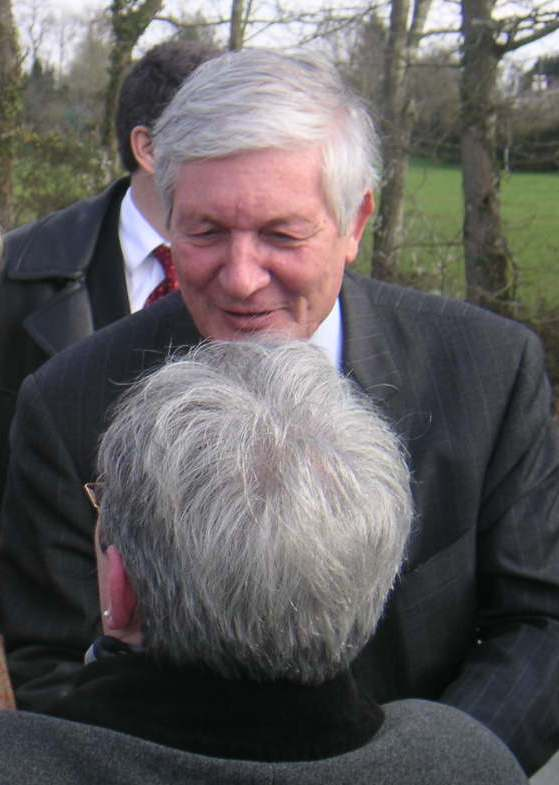
Josselin Charles Louis Jean Marie de Rohan-Chabot (1938)

## Héritier du duché de Rohan de la maison de Rohan-Chabot
- Alain Louis Marc de Rohan-Chabot (15/10/1975), fils du précédent, prince de Léon.

## Généalogie
- Eudon Ier de Porhoët
  - Alain Ier de Rohan, 1er vicomte de Rohan
    - Alain II de Rohan, 2e vicomte de Rohan
      - Alain III de Rohan, 3e vicomte de Rohan
        - Alain IV de Rohan, 4e vicomte de Rohan
          - Geoffroy de Rohan, 5e vicomte de Rohan
          - Olivier Ier de Rohan, 6e vicomte de Rohan
          - Alain V de Rohan, 7e vicomte de Rohan
            - Alain VI de Rohan, 8e vicomte de Rohan
              - Olivier II de Rohan, 9e vicomte de Rohan
                - Alain VII de Rohan, 10e vicomte de Rohan
                  - Jean Ier de Rohan, 11e vicomte de Rohan
                    - Alain VIII de Rohan, 12e vicomte de Rohan
                      - Alain IX de Rohan, 13e vicomte de Rohan
                        - Jean II de Rohan, 14e vicomte de Rohan
                          - Jacques de Rohan, 15e vicomte de Rohan
                          - Anne de Rohan, 16e vicomtesse de Rohan + Pierre II de Rohan-Gié
                            - René Ier de Rohan-Gié, 17e vicomte de Rohan
                              - Henri Ier de Rohan-Gié, 18e vicomte de Rohan
                              - René II de Rohan-Gié, 19e vicomte de Rohan
                                - Henri II de Rohan-Gié, 20e vicomte puis 1er duc de Rohan
                                  - Marguerite de Rohan-Gié + Henri Chabot, 2e duc de Rohan
                                    - Louis Ier de Rohan-Chabot, 3e duc de Rohan
                                      - Louis II de Rohan-Chabot, 4e duc de Rohan
                                        - Louis-Marie-Bretagne de Rohan-Chabot, 5e duc de Rohan

                                      - Guy-Auguste de Rohan-Chabot
                                        - Louis-Antoine de Rohan-Chabot, 6e duc de Rohan
                                          - Alexandre de Rohan-Chabot, 7e duc de Rohan
                                            - Louis-François de Rohan-Chabot, 8e duc de Rohan
                                            - Fernand de Rohan-Chabot, 9e duc de Rohan
                                              - Charles de Rohan-Chabot, 10e duc de Rohan
                                                - Alain de Rohan-Chabot, 11e duc de Rohan
                                                  - Josselin de Rohan-Chabot, 12e duc de Rohan
                                                    - Alain de Rohan-Chabot, 13e duc de Rohan
                                                      - Josselin de Rohan-Chabot, 14e duc de Rohan